# The Cavern Club

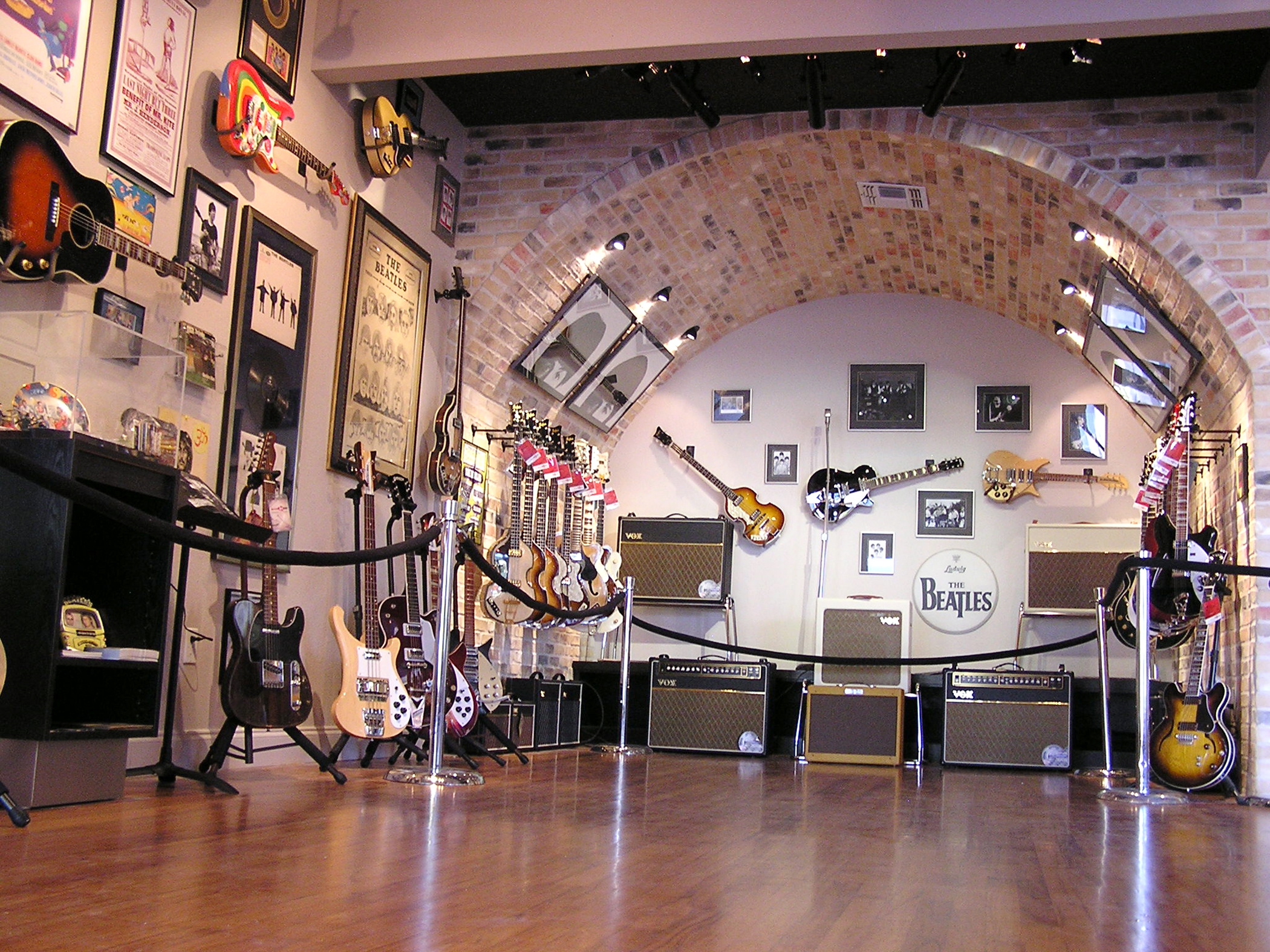
Ekspozycja w klubie

The Cavern Club (grota, jaskinia) – klub muzyczny w Liverpoolu, w Anglii. Otwarty w środę 16 stycznia 1957 r. To w tym klubie Brian Epstein po raz pierwszy zobaczył występ The Beatles, 9 listopada 1961 r.

## Występy The Beatles w The Cavern
Beatlesi, jeszcze jako The Quarry Men, pierwszy raz wystąpili w klubie 7 sierpnia 1957 r. Przed występem kłócili się między sobą, co zagrać, gdyż zabroniono im grać rock and rolla, dozwolony był za to skiffle. Po pierwszej piosence John Lennon zaczął grać „Don't Be Cruel”, zachęcając innych członków zespołu do grania wraz z nim. Właściciel, Alan Sytner, w połowie piosenki podał Lennonowi kartkę z napisem „Cut out the bloody rock 'n roll” (przestańcie grać tego cholernego rock and rolla).
Kolejny ich występ w The Cavern miał miejsce 24 stycznia 1958 r., kiedy to po raz pierwszy pojawił się tam Paul McCartney. George Harrison zagrał tam w przerwie na lunch 9 lutego 1961.